# 荷蘭皇家城市短途航空
荷蘭皇家城市短途航空（英語：KLM Cityhopper）是荷蘭皇家航空區域性的子公司（隸屬於法荷航集團旗下）。其總部康維爾大廈坐落於阿姆斯特丹史基浦機場附近的廣場。它負責運行荷航在歐洲的短程航班。因此，它與母公司共用ICAO代碼「KLM」所使用的空中交通管制和IATA代碼「KL」、使用門票和航班信息顯示等等。目而前荷蘭皇家城市短途航空約有44個航點目的地，不過每年會因為母公司調度而有所變動。
2012年，荷蘭皇家城市短途航空在荷航皇冠標誌後方加上「Cityhopper」字樣作為修改，作為最新的標誌。
城市短途航空以阿姆斯特丹為中心轉運從歐洲各地連接至洲際航班，以及天合聯盟合作夥伴的定期航班。

## 目的地
荷蘭皇家城市短途航空目前有以下目的地 (不包括母航空荷蘭皇家城市航空獨營的目的地): 

- 格拉茨機場 (GRZ)
- 維也納國際機場 (VIE)

 比利时
- 布魯塞爾機場 (BRU)

- 薩格勒布國際機場 (ZAG)

 捷克斯洛伐克
- 布拉格瓦茨拉夫·哈維爾機場 (PRG)
- 丹麦
- 奧爾堡機場 (AAL)
- 比隆機場 (BLL)
- 哥本哈根凱斯楚普機場 (CPH)

 法國
- 波爾多-梅爾尼亞克機場 (BOD)
- 里昂聖埃克絮佩里機場 (LYS)
- 馬賽普羅旺斯機場 (MRS)
- 蒙佩利爾地中海國際機場 (MPL)
- 尼斯藍色海岸機場 (NCE)
- 圖盧茲-布拉尼亞克機場 (TLS)

 德国
- 不萊梅機場 (BRE)
- 科隆/波恩康拉德·阿登納機場 (CGN)
- 德累斯頓機場 (DRS)
- 杜塞爾多夫機場 (DUS)
- 法蘭克福機場 (FRA)
- 漢堡機場 (HAM)
- 漢諾威-朗根哈根機場 (HAJ)
- 慕尼黑機場 (MUC)
- 紐倫堡機場 (NUE)
- 斯圖加特機場 (STR)
- 柏林-泰格爾奧托·利林塔爾機場 (TXL)（已關閉[2]）

 爱尔兰
- 都柏林機場 (DUB)
- 科克機場（ORK）[3][4]

 義大利
- 波隆納-博格潘尼格爾機場 (BLQ)
- 佛羅倫斯-佩雷托拉「亞美利哥·韋斯普奇」國際機場 (FLR)
- 熱那亞機場 (GOA)
- 圖靈機場 (TRN)
- 威尼斯泰塞拉 - 馬可·勃羅機場 (VCE)

 盧森堡
- 盧森堡-芬德爾國際機場 (LUX)

 荷蘭
- 阿姆斯特丹史基浦機場 (AMS) (樞紐機場)

 挪威
- 奧勒松機場 (AES)
- 克里斯蒂安桑機場 (KRS)
- 桑德爾福德機場 (TRF)
- 斯塔萬格機場 (SVG)
- 特隆赫姆機場 (TRD)

 波蘭
- 格但斯克萊赫·華里沙機場 (GDN)
- 克拉科夫若望·保祿二世國際機場 (KRK)
- 卡托維治國際機場（KTW）[5]

 瑞典
- 哥德堡-蘭德維特機場 (GOT)
- 林雪平/紳寶機場 (LPI)
- 韋克舍/克魯努貝里機場（英语：Växjö-Kronoberg Airport） (VXO) [6]

 瑞士
- 日內瓦國際機場 (GVA)
- 蘇黎世機場 (ZRH)

 瑞士 法國 德国
- 巴塞爾-米盧斯-弗賴堡歐洲機場 (BSL/MLH/EAP)

 英国
- 鴨巴甸機場 (ABZ)
- 佐治·貝斯貝爾法斯特城市機場 (BHD)
- 伯明翰機場 (BHX)
- 布里斯托機場 (BRS)
- 卡迪夫機場 (CWL)
- 愛丁堡機場 (EDI)
- 格拉斯哥國際機場 (GLA)
- 延文禮士機場 (INV)
- 亨伯賽德機場 (HUY)
- 列斯布拉福機場 (LBA)
- 倫敦-希斯羅機場 (LHR)
- 曼徹斯特機場 (MAN)
- 提塞德國際機場 (MME)
- 紐卡素國際機場 (NCL)
- 諾域治機場 (NWI)
- 南安普敦機場（SOU)[7][8]

## 機隊

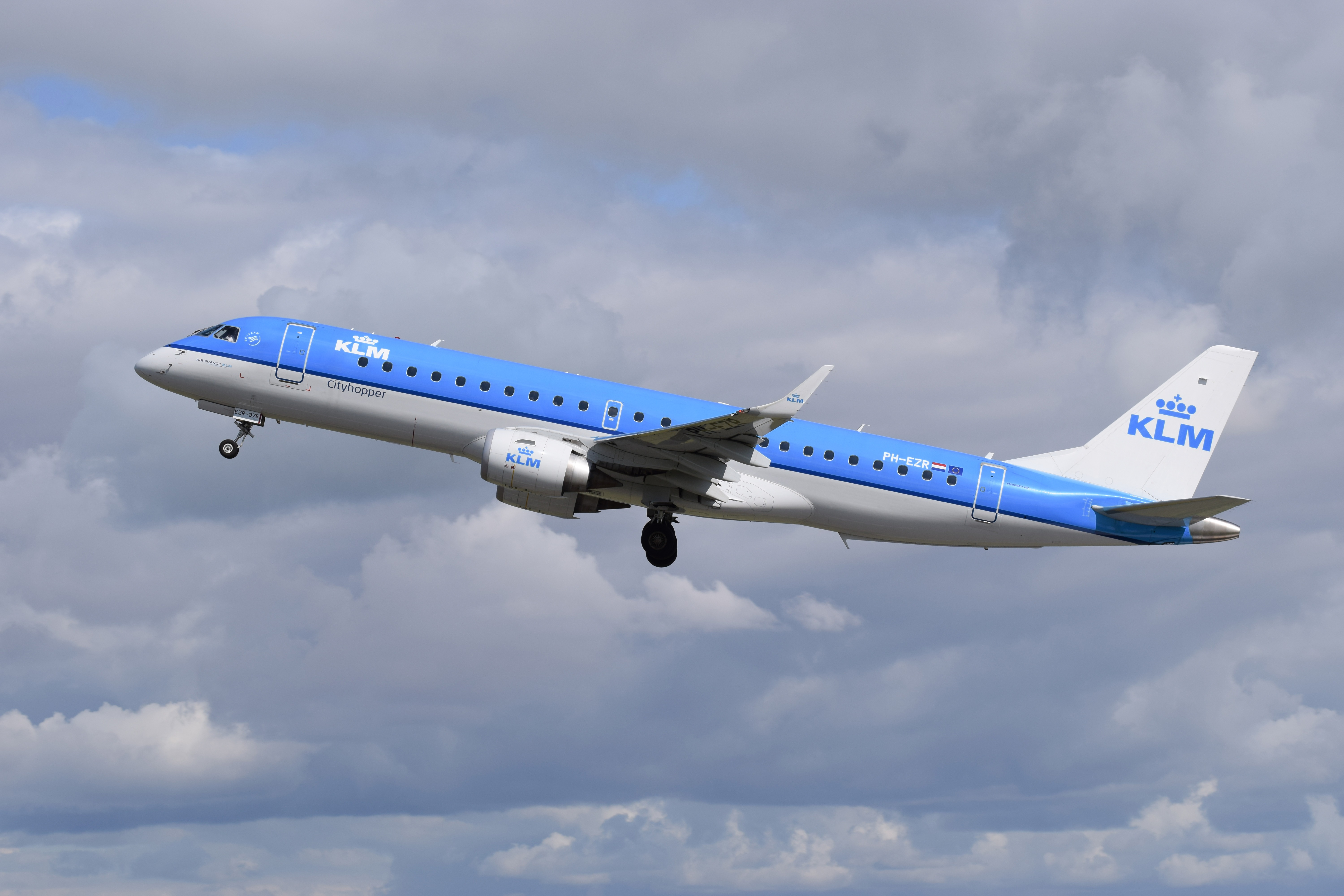
荷航短途航空E190

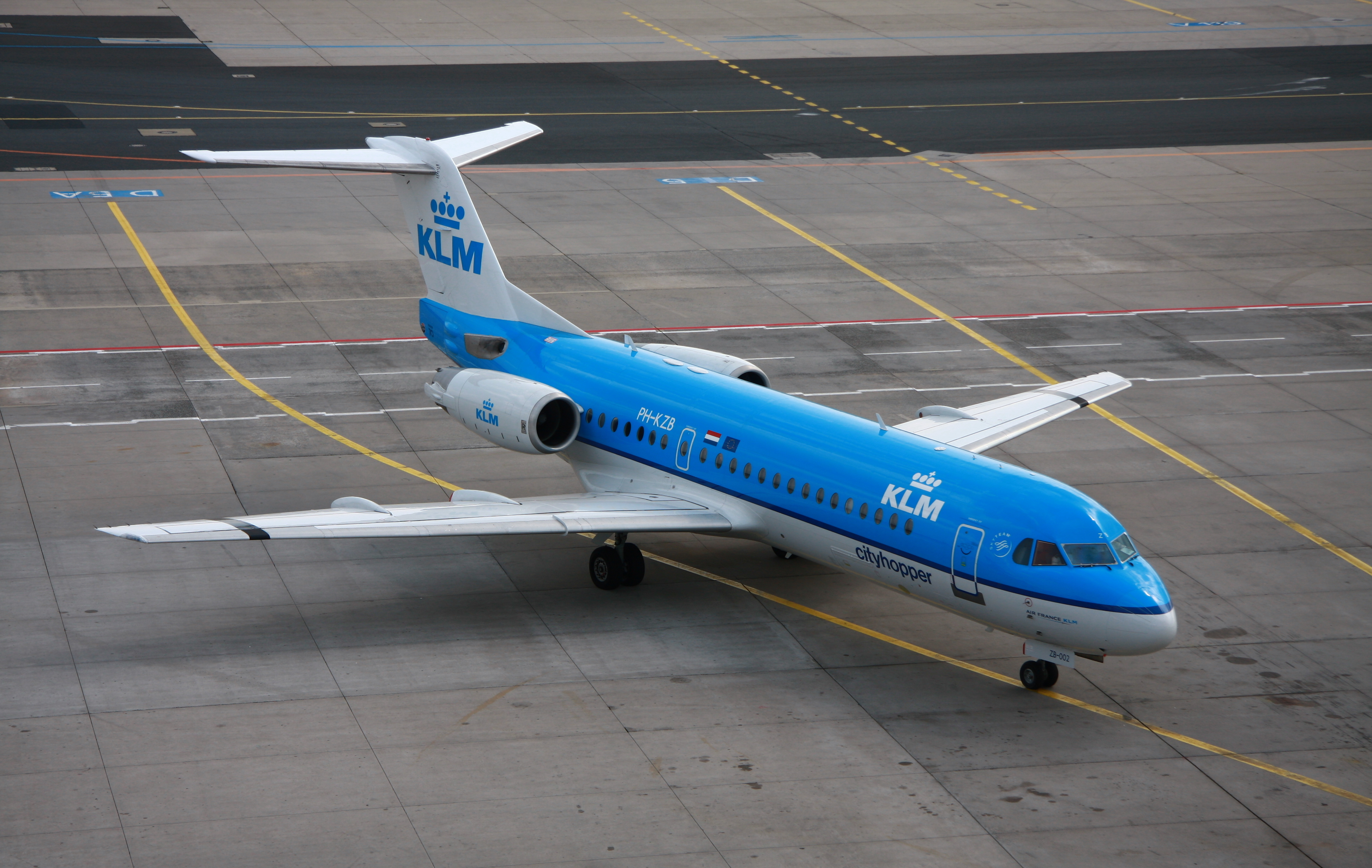
荷航短途航空福克70在法蘭克福機場, 德國 (2009)

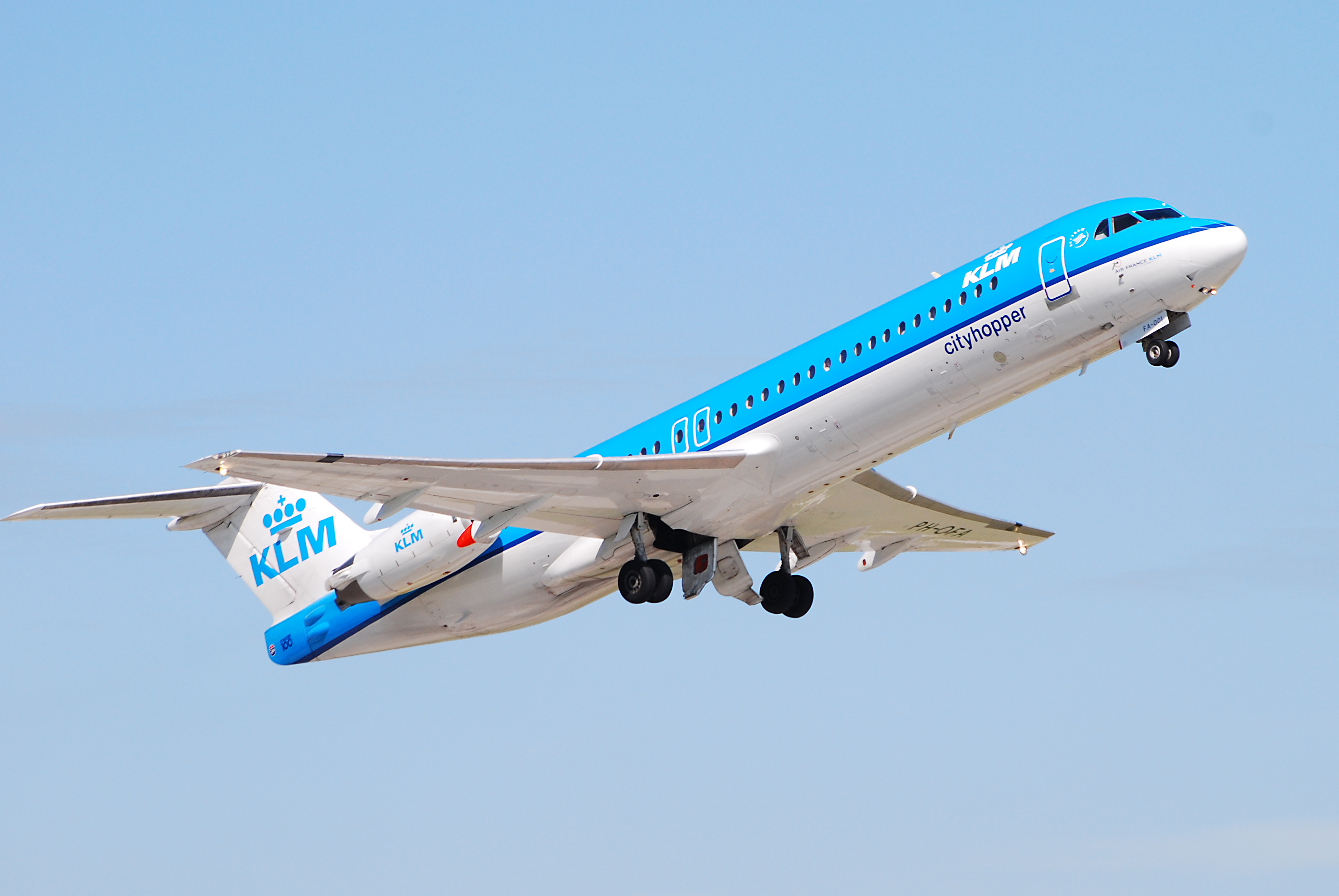
荷航短途航空福克100在斯圖加特機場, 德國(2008)

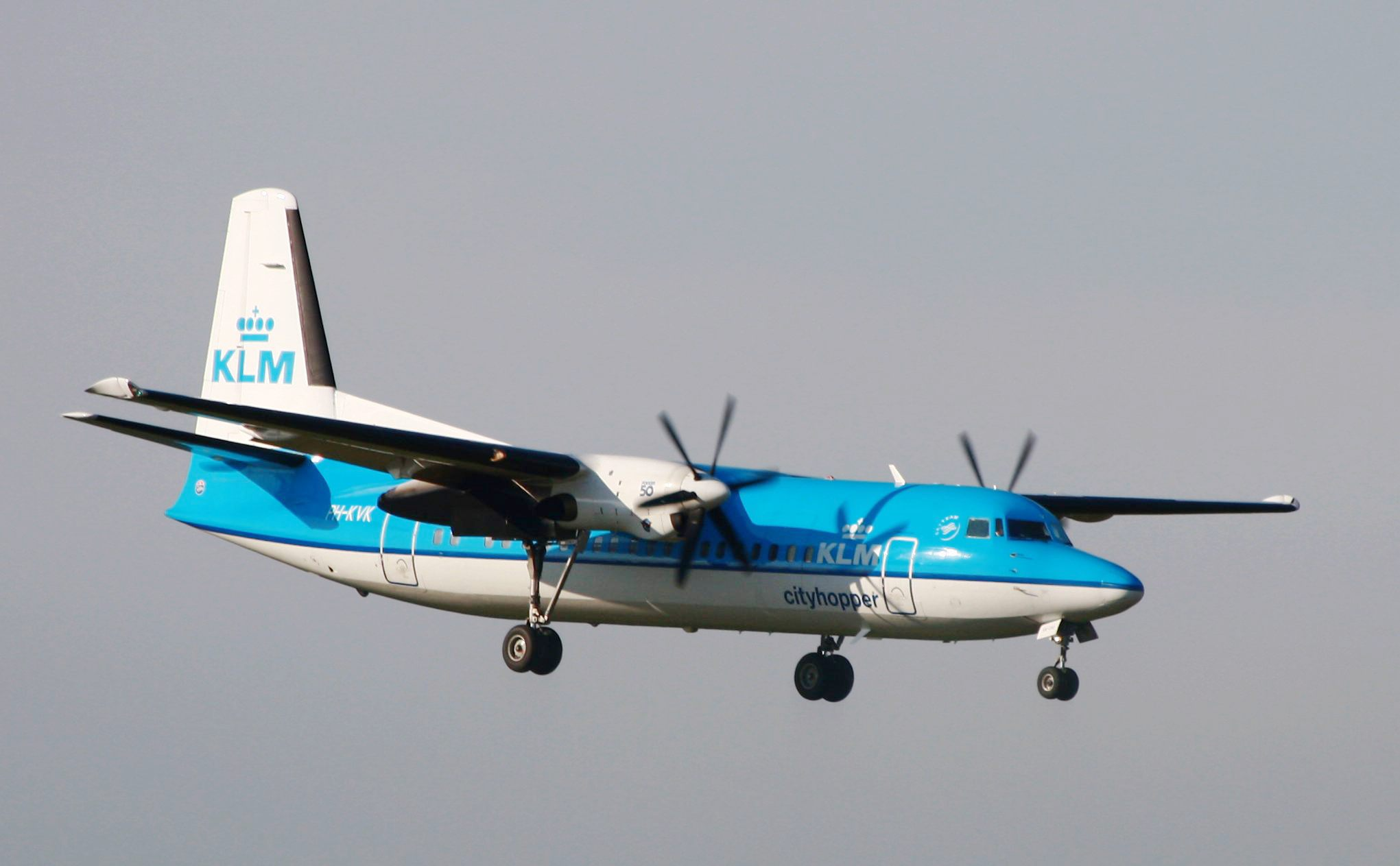
荷航短途航空福克50降落於科隆波恩機場, 德國 (2009)。此機型已退役

荷蘭皇家城市短途航空機隊目前包括以下飛機（2022年9月30日）：

## 事故及空難
1994年4月4日，執飛荷蘭皇家城市短途航空433號班機的薩博340B在阿姆斯特丹史基浦機場緊急迫降時墜毀，造成包括機長在內共3人死亡。